# John Wodehouse, III conte di Kimberley
John Wodehouse, III conte di Kimberley (11 novembre 1883 – Westminster, 16 aprile 1941), è stato un nobile e politico inglese.

## Biografia
Wodehouse era il figlio maggiore di John Wodehouse, II conte di Kimberley, e di sua moglie,  Isabel Stracey. Ha frequentato l'Eton College e il Trinity Hall di Cambridge. A Cambridge, è stato membro del comitato dell'University Pitt Club. Ha iniziato a giocare a polo all'università, dove è stato membro della squadra Light Blue. In seguito ha giocato per la squadra Old Cantabs. Detiene la distinzione unica di essere l'unica persona a vincere una medaglia d'oro alle Olimpiadi del 1920 e una medaglia d'argento nel 1908, entrambe per il polo.

## Carriera
Wodehouse fu eletto deputato per Mid Norfolk alle elezioni generali del 1906. All'età di 22 anni e 2 mesi, era il più giovane candidato liberale alle elezioni. Durante il suo servizio è stato Baby of the House of Commons. Nell'anno precedente divenne giudice di pace per la contea di Norfolk. Sedette in parlamento fino alle elezioni generali del gennaio 1910.
Lord Wodehouse fu tenente nella Norfolk Yeomanry nel 1911 e servì con loro fino all'inizio della prima guerra mondiale nel 1914. Durante la guerra prestò servizio come capitano nel 16th Lancers, quando fu ferito e menzionato per due volte nei dispacci. Fu al fronte occidentale in Francia (1914-1917), e sul fronte italiano (1917-1918). Dal 1921 al 1933 era nella riserva degli ufficiali.
Ha prestato servizio come assistente segretario privato non retribuito del segretario coloniale, poi Winston Churchill (1921-1922).
Succedette a suo padre nel 1932, permettendogli di sedersi nella Camera dei lord.

## Matrimonio
Sposò, il 5 maggio 1922, la due volte divorziata Frances Margaret Irby (1 dicembre 1884-4 gennaio 1950), figlia di Leonard Howard Loyd Irby. Ebbero un figlio:
- John Wodehouse, IV conte di Kimberley (12 maggio 1924-26 maggio 2002)

## Morte
Morì il 16 aprile 1941 durante il The Blitz a 48 Jermyn Street, Westminster, Londra.
Suo figlio John era il figlioccio dello scrittore P.G. Wodehouse, un lontano cugino, entrambi discesi da Sir Armine Wodehouse, V Baronetto. Secondo il Brewer's Dictionary of Phrase and Fable, PG Wodehouse ha basato il personaggio di Bertie Wooster su di lui.

## Ascendenza
|                                        |                                    |                                        | Genitori                          |  |  | Nonni |  |  | Bisnonni        |  |  | Trisnonni                           |  |
|                                        |                                    |                                        |                                   |  |  |       |  |  | Henry Wodehouse |  |  | John Wodehouse, II barone Wodehouse |  |
|                                        |                                    |                                        |                                   |  |  |       |  |  | Henry Wodehouse |  |  | John Wodehouse, II barone Wodehouse |  |
|                                        |                                    | Charlotte Laura Norris                 |                                   |  |  |       |  |  | Henry Wodehouse |  |  |                                     |  |
| John Wodehouse, I conte di Kimberley   |                                    |                                        |                                   |  |  |       |  |  | Henry Wodehouse |  |  |                                     |  |
|                                        |                                    | Anne Gurdon                            | Theophilus Thornhagh Gurdon       |  |  |       |  |  |                 |  |  |                                     |  |
|                                        |                                    | Anne Gurdon                            | Theophilus Thornhagh Gurdon       |  |  |       |  |  |                 |  |  |                                     |  |
|                                        |                                    | Anne Gurdon                            | Anne Mellish                      |  |  |       |  |  |                 |  |  |                                     |  |
| John Wodehouse, II conte di Kimberley  |                                    | Anne Gurdon                            |                                   |  |  |       |  |  |                 |  |  |                                     |  |
|                                        |                                    | Richard FitzGibbon, III conte di Clare | John FitzGibbon, I conte di Clare |  |  |       |  |  |                 |  |  |                                     |  |
|                                        |                                    | Richard FitzGibbon, III conte di Clare | John FitzGibbon, I conte di Clare |  |  |       |  |  |                 |  |  |                                     |  |
|                                        |                                    | Richard FitzGibbon, III conte di Clare | Anne Whaley                       |  |  |       |  |  |                 |  |  |                                     |  |
| Florence FitzGibbon                    |                                    | Richard FitzGibbon, III conte di Clare |                                   |  |  |       |  |  |                 |  |  |                                     |  |
|                                        |                                    | Diana Woodcock                         | Charles Bridges Woodcock          |  |  |       |  |  |                 |  |  |                                     |  |
|                                        |                                    | Diana Woodcock                         | Charles Bridges Woodcock          |  |  |       |  |  |                 |  |  |                                     |  |
|                                        |                                    | Diana Woodcock                         | Anne Crosbie                      |  |  |       |  |  |                 |  |  |                                     |  |
| John Wodehouse, III conte di Kimberley |                                    | Diana Woodcock                         |                                   |  |  |       |  |  |                 |  |  |                                     |  |
|                                        | Josias Henry Stracey, IV baronetto | Edward Stracey, I baronetto            |                                   |  |  |       |  |  |                 |  |  |                                     |  |
|                                        | Josias Henry Stracey, IV baronetto | Edward Stracey, I baronetto            |                                   |  |  |       |  |  |                 |  |  |                                     |  |
|                                        | Josias Henry Stracey, IV baronetto | Elizabeth Lathom                       |                                   |  |  |       |  |  |                 |  |  |                                     |  |
| Henry Stracey, V baronetto             | Josias Henry Stracey, IV baronetto |                                        |                                   |  |  |       |  |  |                 |  |  |                                     |  |
|                                        |                                    | Diana Scott                            | David Scott                       |  |  |       |  |  |                 |  |  |                                     |  |
|                                        |                                    | Diana Scott                            | David Scott                       |  |  |       |  |  |                 |  |  |                                     |  |
|                                        |                                    | Diana Scott                            | Louisa Delagarde                  |  |  |       |  |  |                 |  |  |                                     |  |
| Isabel Geraldine Stracey               |                                    | Diana Scott                            |                                   |  |  |       |  |  |                 |  |  |                                     |  |
|                                        |                                    | George Denne                           | John Denne                        |  |  |       |  |  |                 |  |  |                                     |  |
|                                        |                                    | George Denne                           | John Denne                        |  |  |       |  |  |                 |  |  |                                     |  |
|                                        |                                    | George Denne                           | Jane Spray                        |  |  |       |  |  |                 |  |  |                                     |  |
| Charlotte Denne                        |                                    | George Denne                           |                                   |  |  |       |  |  |                 |  |  |                                     |  |
|                                        |                                    | Charlotte Snoulton                     | Osborn Snoulton                   |  |  |       |  |  |                 |  |  |                                     |  |
|                                        |                                    | Charlotte Snoulton                     | Osborn Snoulton                   |  |  |       |  |  |                 |  |  |                                     |  |
|                                        |                                    | Charlotte Snoulton                     | Mary Southee                      |  |  |       |  |  |                 |  |  |                                     |  |
|                                        |                                    | Charlotte Snoulton                     |                                   |  |  |       |  |  |                 |  |  |                                     |  |